# Пон-Неф
Новий міст, також Пон-Неф (фр. Pont Neuf) — найстаріший зі збережених мостів Парижа через річку Сена. Зараз є одним із символів Парижа.

## Короткий опис
Довжина аркового мосту становить 280 м, ширина — 20 м. Новий міст з'єднує набережну Лувру (Quai du Louvre) в 1-му окрузі на правому березі з набережною Конті (Quai de Conti) та набережною Ґран-Оґюстен (Quai des Grands Augustins) на лівому березі в VI-му окрузі. Приблизно посередині міст перетинає західний край острова Сіте.

## Історія
У середині XVI століття в Парижі було всього чотири мости: Малий міст, міст Нотр-Дам, міст Сен-Мішель та міст Міняйл. Оскільки в той час Париж уже був доволі великим містом з інтенсивним вуличним рухом, який завдав значної шкоди існуючим мостам, слід було терміново спорудити новий міст, який з'єднав би Лувр із ринком абатства Сен-Жермен-де-Пре.
Вже в 1556 король Генріх II розглядав план спорудження мосту, однак план був нереалізований, внаслідок опору паризьких торговців. Лише через 20 років ввечері 31 травня 1578 король Генріх III поклав початок будівництву мосту. Особливістю Нового мосту стало те, що він не був забудований крамницями і будинками, як інші мости. Таким чином, проходячи мостом, можна було милуватися Сеною й околицями, однак торговці були незадоволені тим, скільки місця, з їхнього погляду, залишилося не використаним. Здача мосту сталася через 30 років вже за короля Генріха IV.
У 1985 міст «запакований» художником Хрісто Явашевим і його дружиною Жанною-Клод. Підготовчі роботи тривали близько 10 років, однак насамперед тому, що проєкт мав схвалити мер Жак Ширак.
У 1991 Леос Каракс зняв тут фільм «Коханці з Пон-Неф», проте більшість сцен були зняті на копії мосту, спорудженій на півдні Франції.

## Галерея

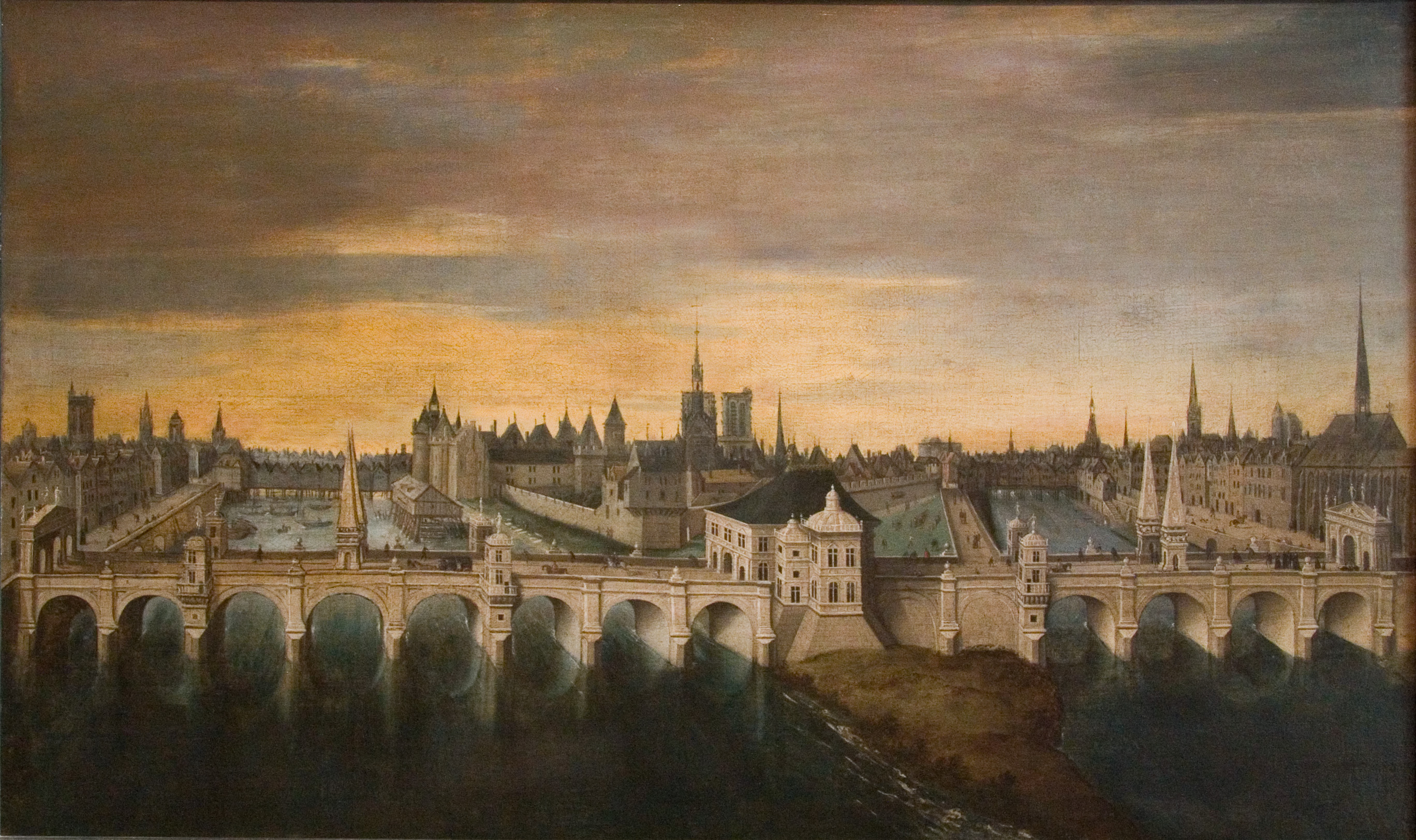
Проєкт мосту (бл. 1577), музей Карнавале, Париж
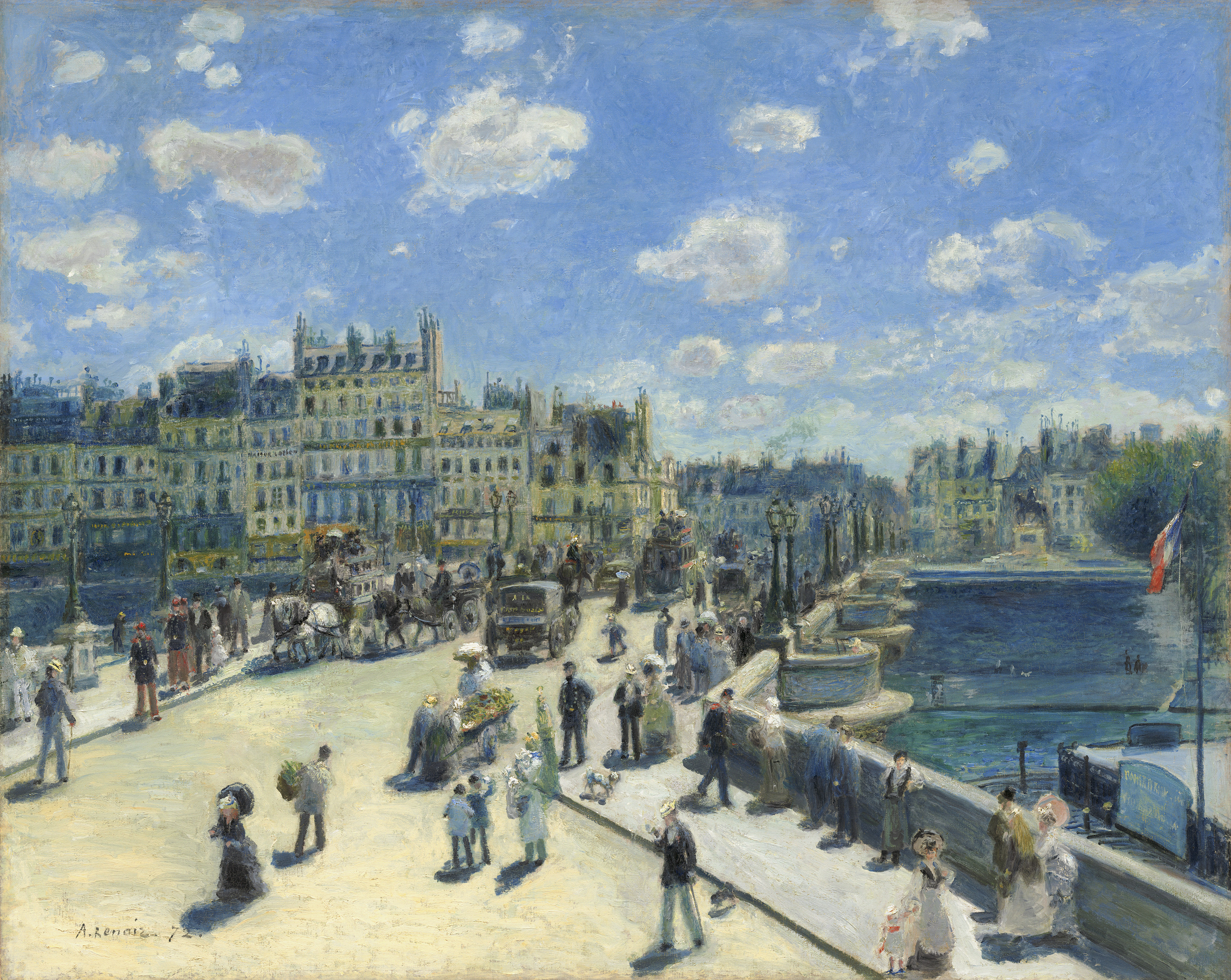
П'єр Огюст Ренуар, 1872, Національна галерея мистецтва, Вашингтон
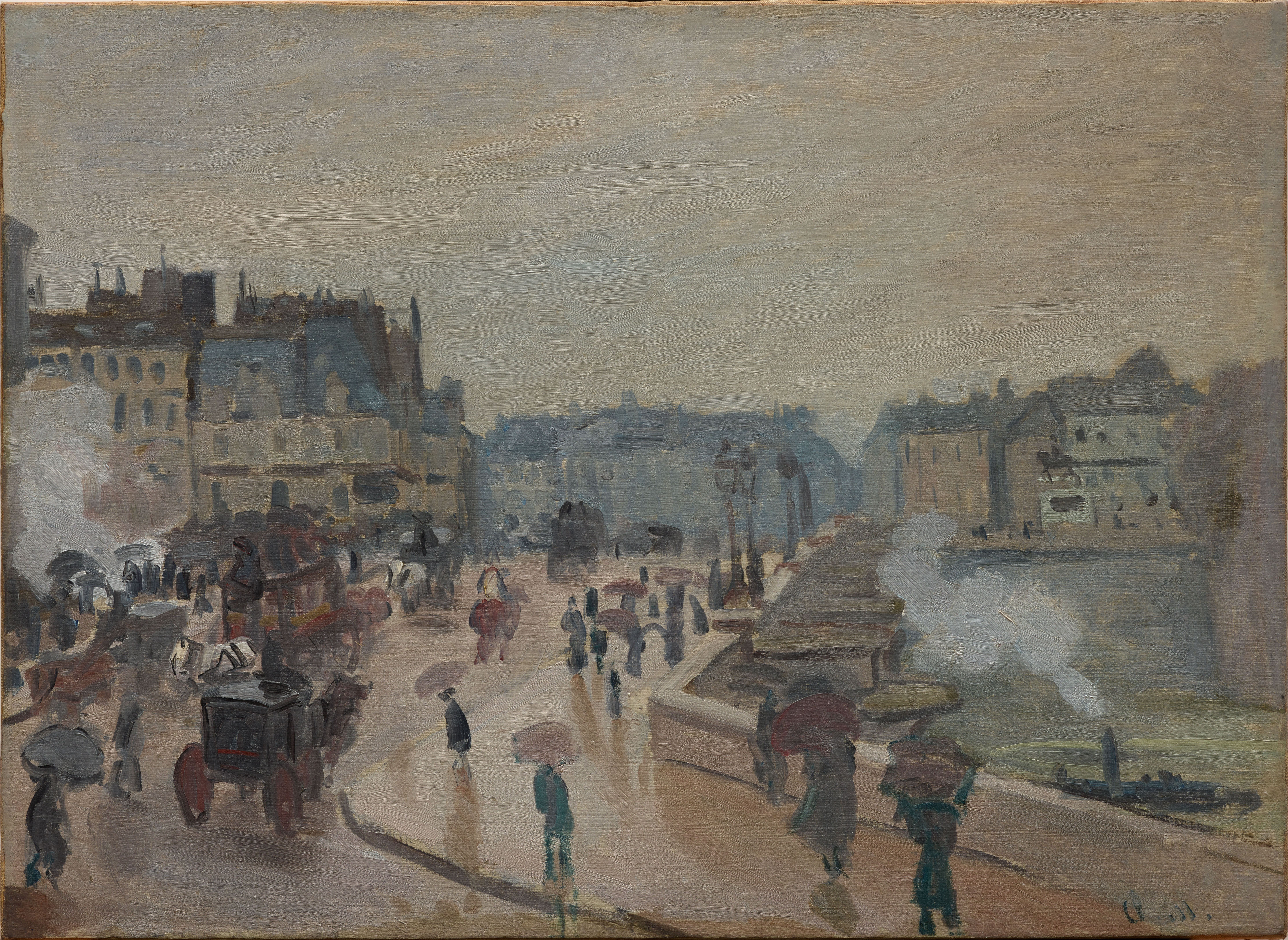
Клод Моне, 1871, Музей мистецтв, Даллас
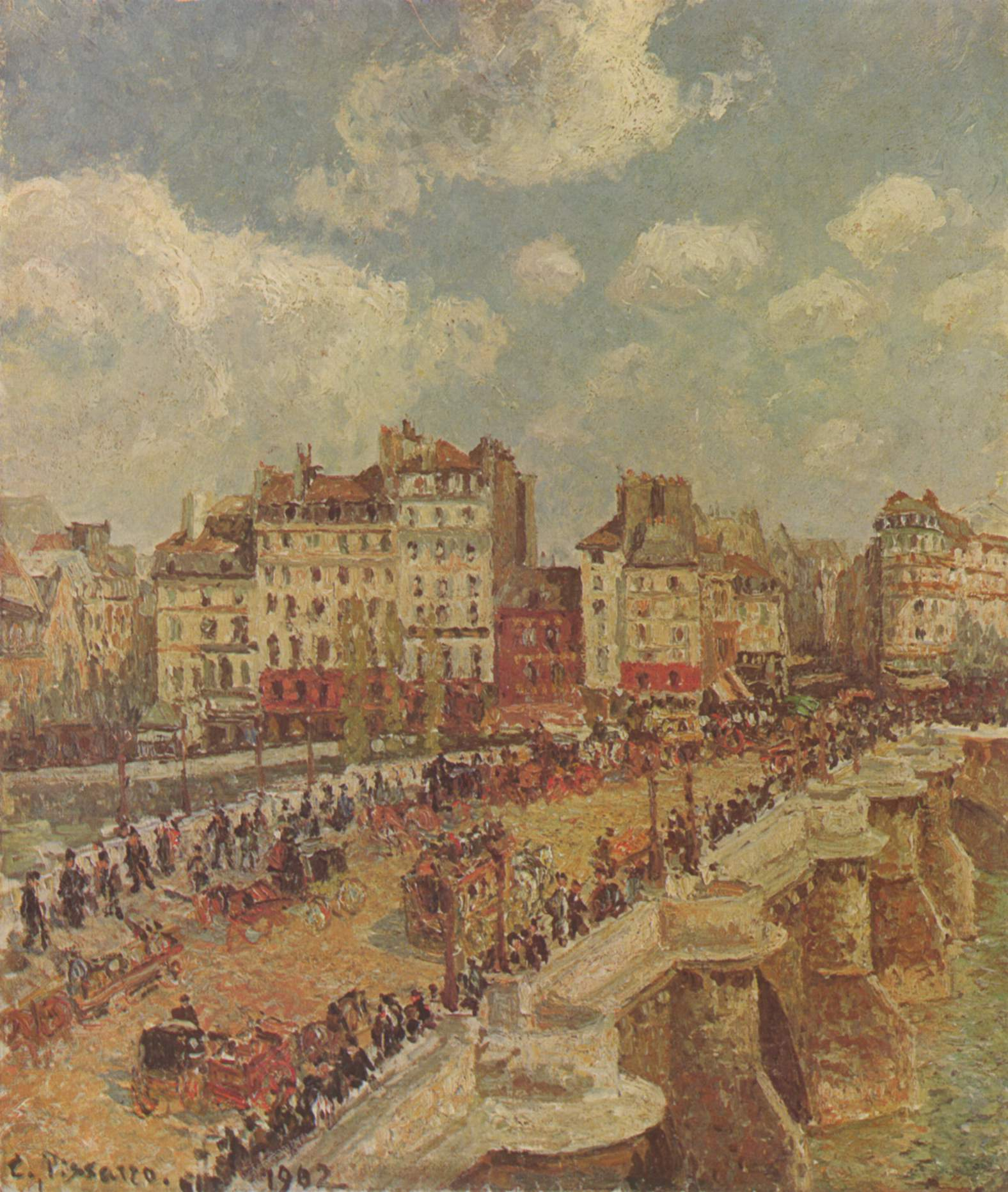
Каміль Піссарро, 1902, Музей образотворчого мистецтва, Будапешт

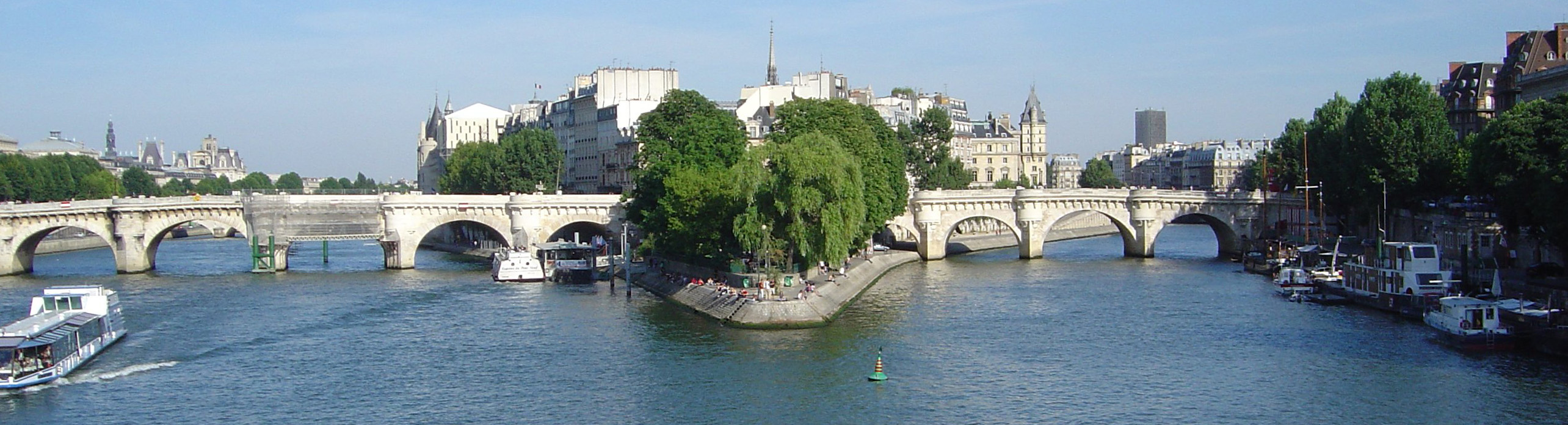
Пон-Неф і острів Сіте